# 小束山
座標: 北緯34度40分8秒 東経135度3分52秒 / 北緯34.66889度 東経135.06444度
小束山（こづかやま）は、兵庫県神戸市垂水区の町名。一丁目から七丁目がある。郵便番号は655-0002。

## 地理
垂水区の北部に位置し、高塚山の丘陵地帯に造成された住宅地域である。西は多聞町、北は小束山手、東は神和台・名谷町、南は小束山本町に接する。小束山を東西に分断する形で第二神明北線・神戸淡路鳴門自動車道が通る。

## 歴史
1984年（昭和59年）頃から、住宅・都市整備公団によって学園緑が丘の造成事業が開始された。

## 人口と世帯数
2021年（令和3年）12月31日現在の世帯数と人口は以下の通りである。
| 町丁         | 世帯数    | 人口    |
| ------------ | --------- | ------- |
| 小束山一丁目 | 425世帯   | 1,005人 |
| 小束山二丁目 | 380世帯   | 848人   |
| 小束山三丁目 | 137世帯   | 337人   |
| 小束山四丁目 | 127世帯   | 295人   |
| 小束山五丁目 | 197世帯   | 449人   |
| 小束山六丁目 | 292世帯   | 611人   |
| 小束山七丁目 | 143世帯   | 317人   |
| 計           | 1,701世帯 | 3,862人 |

### 人口の推移
国勢調査結果によると2005年をピークに人口・世帯数ともに減少に転じている。
| 年            | 人口  | 前年比増減 | 増加率(%) |
| ------------- | ----- | ---------- | --------- |
| 1990年10月1日 | 2,877 | -          | -         |
| 1995年10月1日 | 4,418 | 1541       | 53.56     |
| 2000年10月1日 | 4,678 | 260        | 5.89      |
| 2005年10月1日 | 4,721 | 43         | 0.92      |
| 2010年10月1日 | 4,320 | -401       | -8.49     |
| 2015年10月1日 | 3,996 | -324       | -7.50     |
| 2020年10月1日 | 3,737 | -259       | -6.48     |

### 世帯数の推移
| 年            | 世帯数 | 前年比増減 | 増加率(%) |
| ------------- | ------ | ---------- | --------- |
| 1990年10月1日 | 789    | -          | -         |
| 1995年10月1日 | 1,303  | 514        | 65.15     |
| 2000年10月1日 | 1,426  | 123        | 9.44      |
| 2005年10月1日 | 1,537  | 111        | 7.78      |
| 2010年10月1日 | 1,532  | -5         | -0.33     |
| 2015年10月1日 | 1,523  | -9         | -0.59     |
| 2020年10月1日 | 1,526  | 3          | 0.29      |

## 小・中学校の校区
市立小・中学校に通う場合、校区は以下の通りとなる。
| 丁目   | 番地 | 小学校               | 中学校               |
| ------ | ---- | -------------------- | -------------------- |
| 一丁目 | 全域 | 神戸市立小束山小学校 | 神戸市立多聞東中学校 |
| 二丁目 | 全域 | 神戸市立小束山小学校 | 神戸市立多聞東中学校 |
| 三丁目 | 全域 | 神戸市立小束山小学校 | 神戸市立多聞東中学校 |
| 四丁目 | 全域 | 神戸市立小束山小学校 | 神戸市立多聞東中学校 |
| 五丁目 | 全域 | 神戸市立小束山小学校 | 神戸市立多聞東中学校 |
| 六丁目 | 全域 | 神戸市立小束山小学校 | 神戸市立多聞東中学校 |
| 七丁目 | 全域 | 神戸市立小束山小学校 | 神戸市立多聞東中学校 |

## 施設
教育
- 神戸市立小束山小学校 - 小束山7丁目868−362
- 神戸市立小束山幼稚園 - 小束山7丁目868-735
- 神戸市立小束山児童館 - 小束山5丁目868-614

公共
- 学園緑が丘公園 - 小束山2丁目
- 小束山1丁目公園 - 小束山1丁目
- 小束山2丁目公園 - 小束山2丁目
- 小束山3丁目公園 - 小束山3丁目
- 小束山4丁目公園 - 小束山4丁目
- 小束山5丁目公園 - 小束山5丁目
- 小束山6丁目北公園 - 小束山6丁目
- 小束山6丁目南公園 - 小束山6丁目
- 小束山7丁目公園 - 小束山7丁目
- 小束山緑地 - 小束山6丁目
- 学園緑が丘2丁目集会所 - 小束山2丁目3
- 学園緑が丘2丁目西団地集会所 - 小束山2丁目3
- 学園緑が丘3丁目集会所 - 小束山3丁目5-1
- 学園緑が丘4丁目集会所 - 小束山4丁目5-12
- 学園緑が丘5丁目集会所 - 小束山5丁目7-15
- 学園緑が丘6丁目集会所 - 小束山6丁目19
- 学園緑ケ丘7丁目集会所- 小束山7丁目12-7

## 交通

### バス
地域内に鉄道・地下鉄は通っていないが、神戸市営地下鉄の学園都市駅へ向かうバスが多数通る。
| 系統 | 業者                | 起点         | 経由バス停                                                            | 終点         |
| ---- | ------------------- | ------------ | --------------------------------------------------------------------- | ------------ |
| 11   | 山陽バス            | 学園都市駅前 | (学園西町)-小束山6-(舞多聞東)                                         | 垂水東口     |
| 14   | 山陽バス            | 学が丘       | (舞多聞東)-小束山6-(学園西町)                                         | 学園都市駅前 |
| 48   | 神戸市バス&山陽バス | 垂水駅       | (舞多聞東)-小束山6-(学園西町)                                         | 学園都市駅前 |
| 50   | 神戸市バス&山陽バス | 朝霧駅前     | (舞多聞東)-小束山6-(学園西町)                                         | 学園都市駅前 |
| 51   | 神戸市バス&山陽バス | 舞子駅前     | (舞多聞東)-小束山6-(学園西町)                                         | 学園都市駅前 |
| 53   | 神戸市バス&山陽バス | 舞子駅前     | (舞多聞東)-小束山6-(学園西町)                                         | 学園都市駅前 |
| 54   | 神戸市バス&山陽バス | 舞子駅前     | (舞多聞東)-小束山6-(学園西町)                                         | 学園都市駅前 |
| 56   | 神戸市バス&山陽バス | 小束山       | (学園西町)-小束山6-小束山小学校-小束山4-小束山1-学園緑が丘-(小束山手) | 学園都市駅前 |
| 121  | 神戸市バス&山陽バス | 学園都市駅前 | (学園西町)-小束山6-(舞多聞東)                                         | 学園都市駅前 |
| 161  | 神戸市バス&山陽バス | 学園都市駅   | (学園西町)-小束山6-(舞多聞東)                                         | 学園都市駅前 |
| 171  | 神戸市バス&山陽バス | 垂水駅       | (舞多聞東)-小束山6-(学園西町)                                         | 学園都市駅前 |

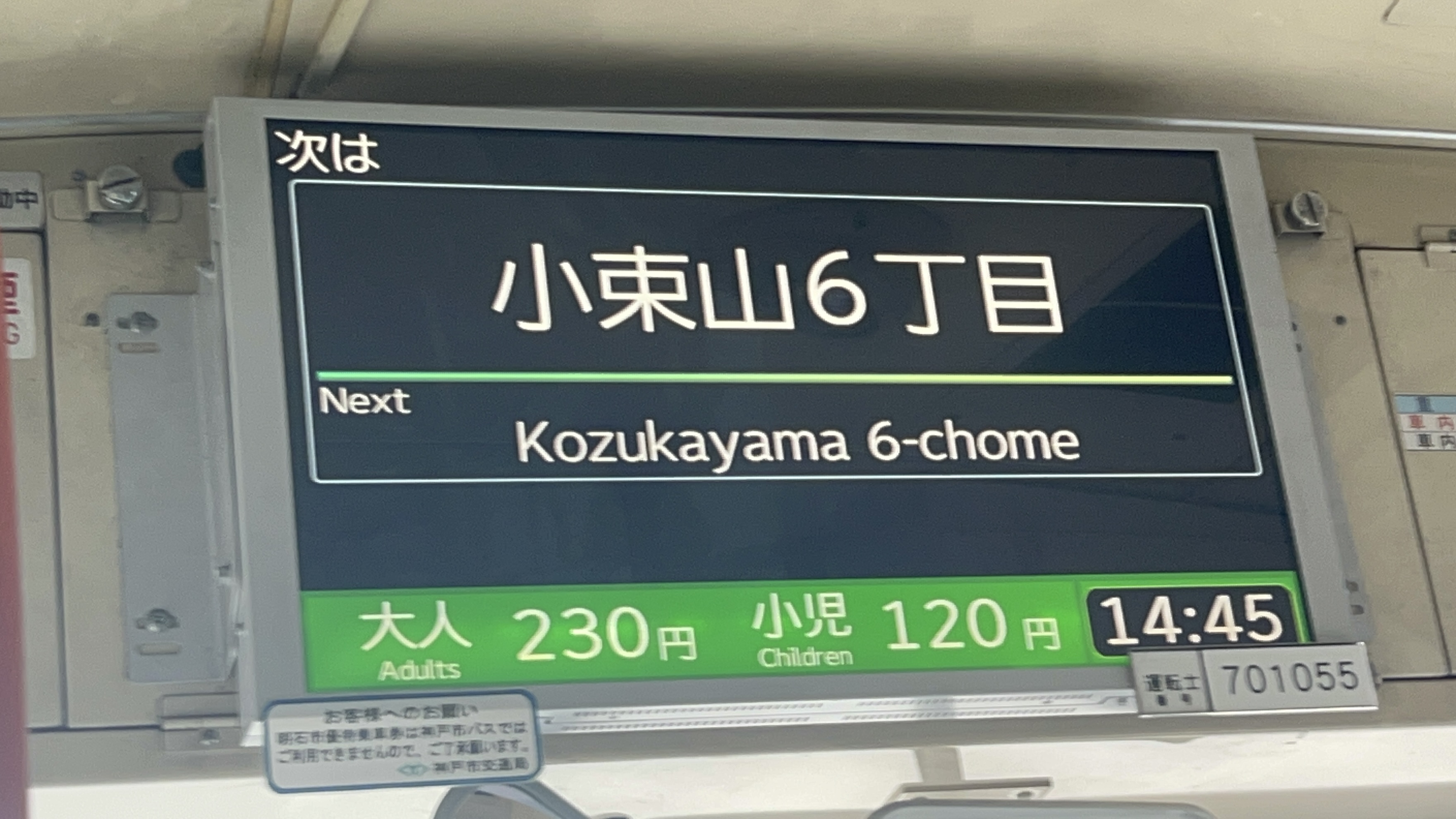
神戸市バス小束山6丁目停留所案内
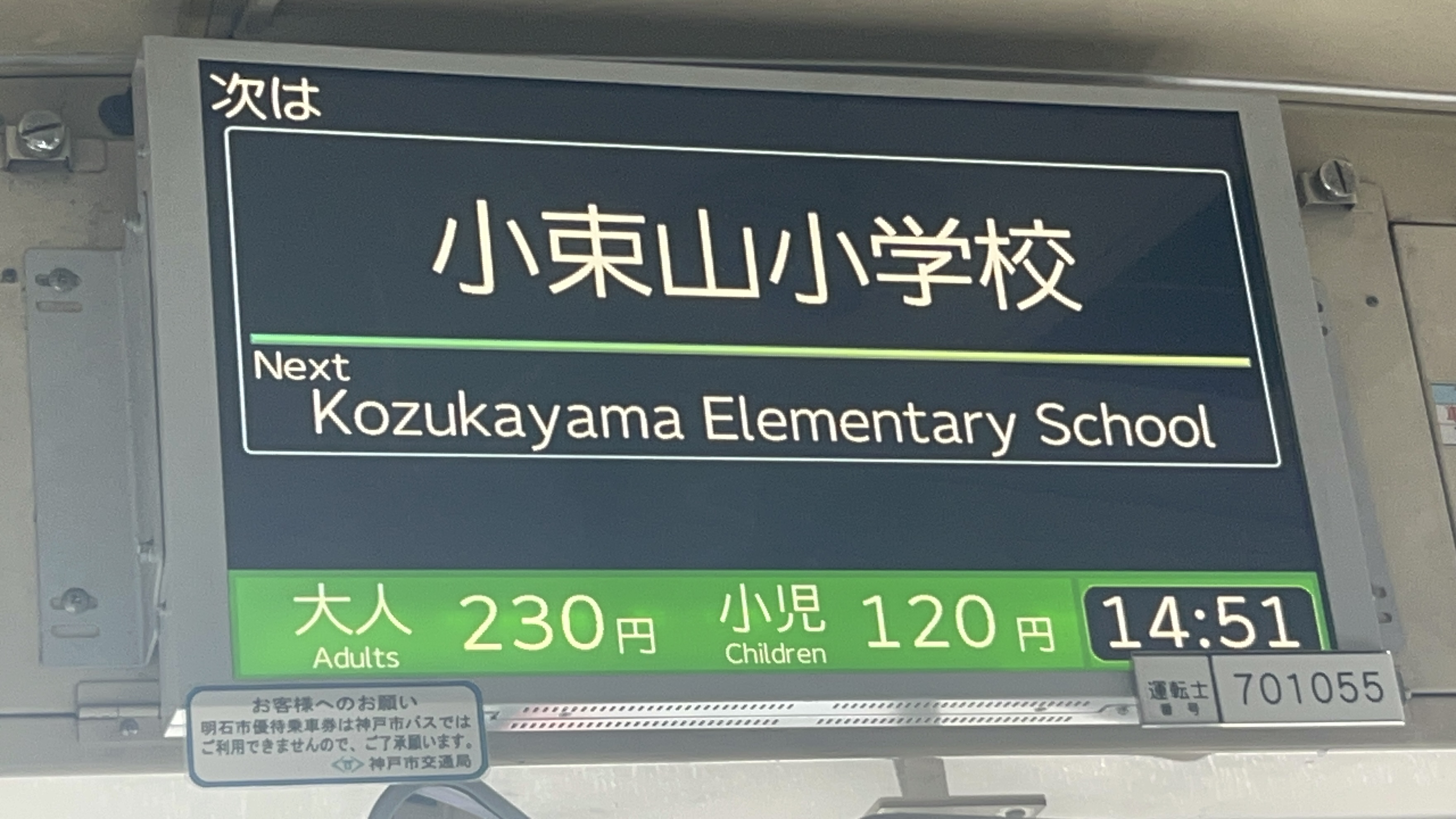
神戸市バス小束山小学校停留所案内
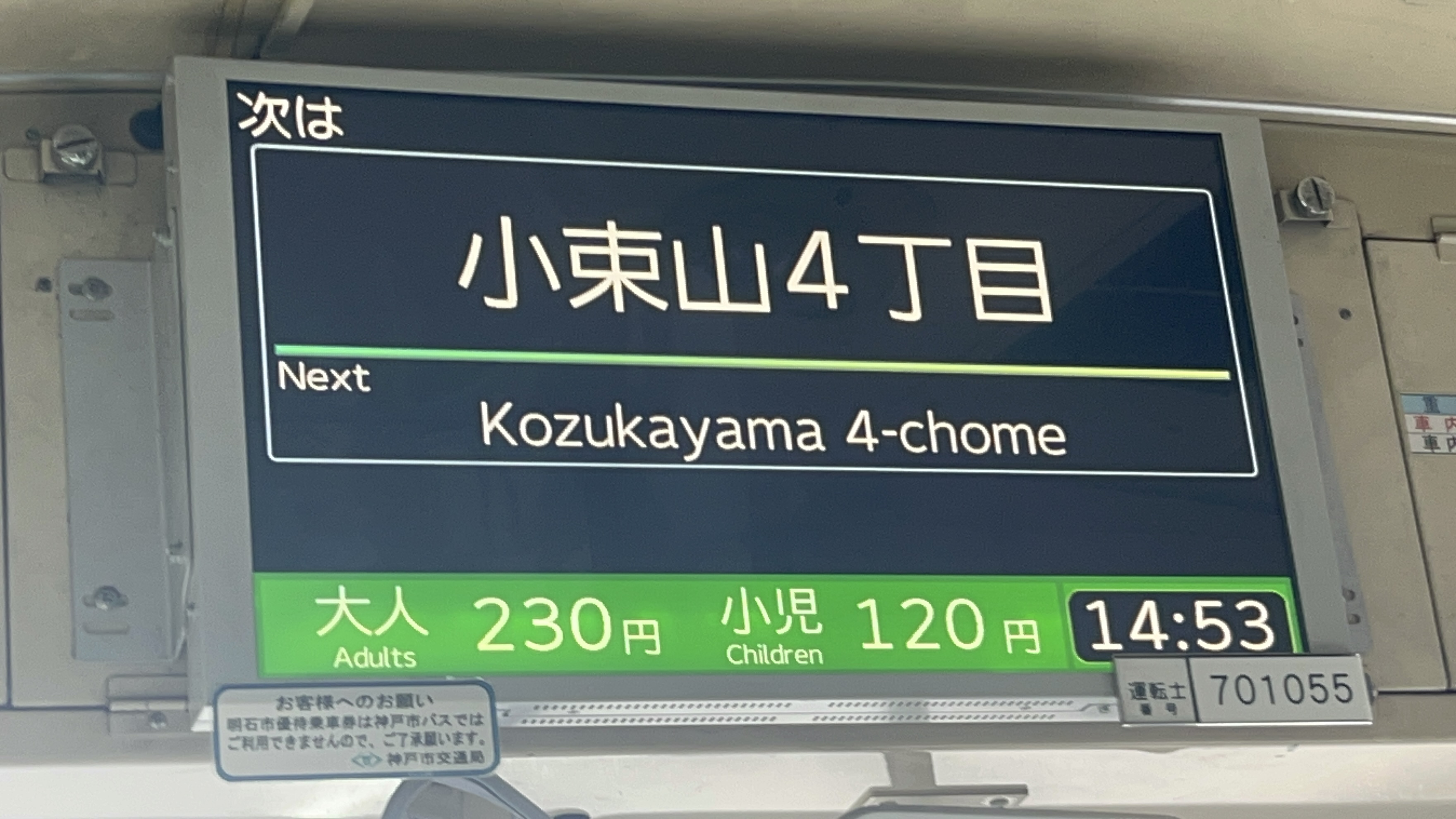
神戸市バス小束山4丁目停留所案内
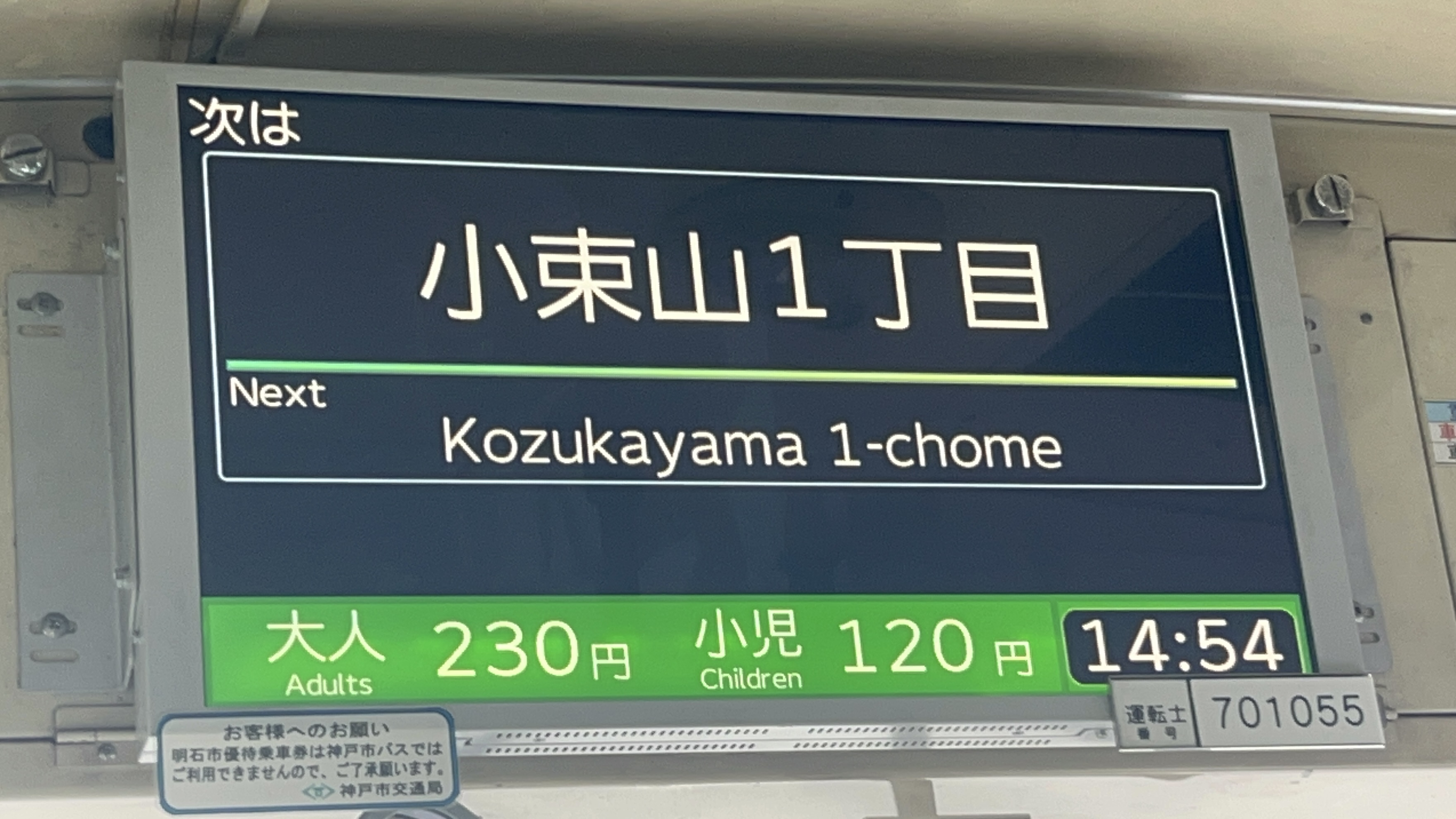
神戸市バス小束山1丁目停留所案内
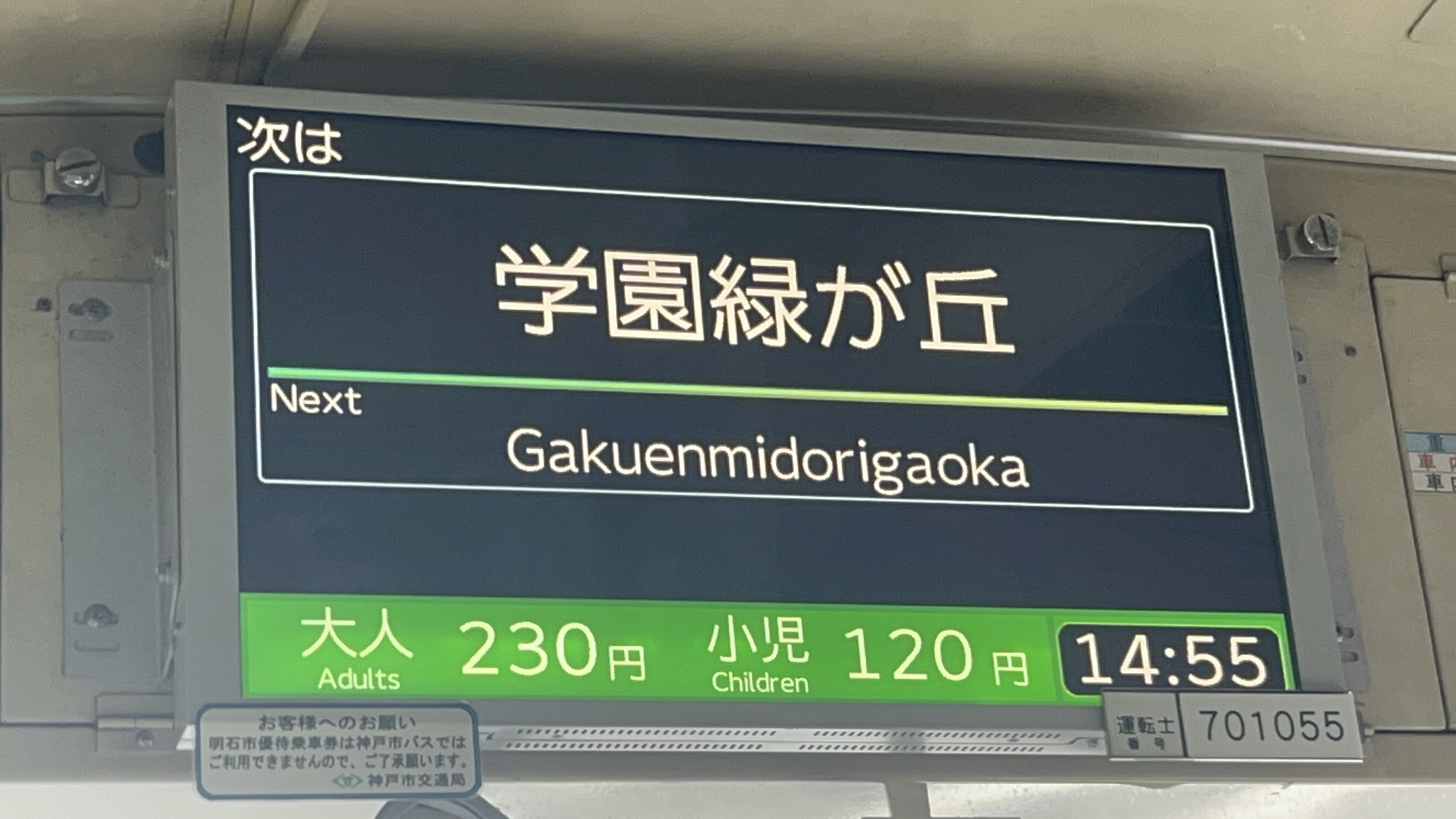
神戸市バス学園緑が丘停留所案内

### 道路
小束山6丁目交差点は、近隣の大規模宅地開発や大型商業施設の開業により頻繁に渋滞が発生するため、渋滞の緩和に向けた車線の拡張工事が2016年と2021年に行われた。